# George Bancroft (actor)

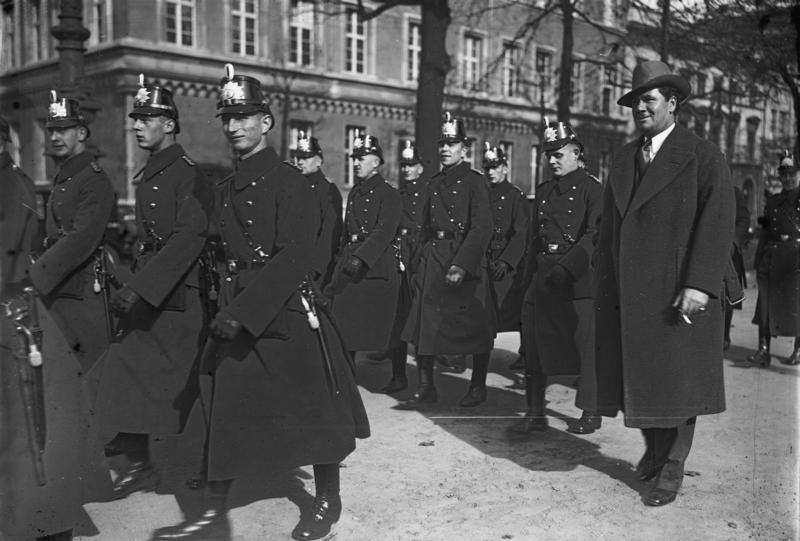
George Bancroft en Berlín (1929)

George Bancroft (30 de septiembre de 1882 – 2 de octubre de 1956) fue un actor cinematográfico de nacionalidad estadounidense, activo en las décadas de 1920 y 1930.

## Biografía
Nacido en Filadelfia, Pensilvania, en sus primeros años fue marinero y, mientras estaba embarcado, aprovechaba para interpretar obras teatrales. Llegó a graduarse en la Academia Naval de los Estados Unidos, pero dejó la Armada para hacerse comediante "blackface (actor con la cara pintada de negro)" actuando en revistas. 
Más adelante se enfocó al melodrama y a la comedia musical, y llegó a ser una de las principales estrellas del Hollywood de los años veinte. El primer papel protagonista de Bancroft llegó con The Pony Express (1925), y al siguiente año hizo un importante papel de reparto en un elenco que incluía a Wallace Beery y Charles Farrell en la épica película naval Old Ironsides (1926). Más adelante actuó dirigido por Josef von Sternberg en Underworld (1927) y en The Docks of New York (1928). 
En 1929 fue nominado al Oscar al mejor actor por su actuación en Thunderbolt, y ese mismo año, y justo antes del Crac del 29, hizo el papel del título en The Wolf of Wall Street. En 1930 actuó en la producción de Paramount Paramount on Parade (1930), y en 1933 en el film de Rowland Brown Blood Money, condenado por la censura pues se estimaba que podía incitar a los ciudadanos al crimen. 
Aquellos que le conocían, como era el caso de Budd Schulberg, decían que Bancroft había desarrollado un gran ego. En una ocasión se habría negado a caer en una escena en la que se disparaba contra él un revólver, alegando que "solo una bala no puede parar a Bancroft!" En 1934 pasó a ser actor de reparto, aunque todavía actuó en clásicos como El secreto de vivir (1936), Ángeles con caras sucias (1938), Each Dawn I Die (1939), y La diligencia (1939), aunque en pequeños papeles.
En 1942 dejó Hollywood para ser ranchero. George Bancroft falleció en Santa Mónica (California) en 1956, y fue enterrado en el Cementerio Woodlawn Memorial de Santa Mónica.

## Selección de su filmografía
- The Pony Express (1925)
- Old Ironsides (1926)
- White Gold (1927)
- Underworld (1927)
- The Rough Riders (1927)
- The Drag Net (1928)
- The Docks of New York (1928)
- The Wolf of Wall Street (1929)
- Thunderbolt (1929)
- Paramount on Parade (1930)
- Rulers of the Sea (1939)

## Premios y distinciones
Premios Óscar
| Año  | Categoría   | Película    | Resultado |
| ---- | ----------- | ----------- | --------- |
| 1929 | Mejor actor | Thunderbolt | Nominado  |